# Pablo Moret
Pablo Moret (n. 2 iunie 1937, Toulouse, Franța) este un actor argentiniano-francez. Este considerat un actor de prestigiu în cinematografia argentiniană. În 1962 a apărut în filmul Una Jaula no tiene secretos regizat de Agustín Navarro
după un scenariu de Raúl Gurruchaga. Locuiește în Puerto Montt, Chile.

## Biografie
Și-a terminat studiile secundare la Lycée Ingres de Montauban (Franța), după care a călătorit la Buenos Aires în 1951. Și-a început pregătirea de actorie cu Hedy Crilla.

## Filmografie
- Festa (1989) de Ugo Giorgetti (Brazilia)
- Cuerpos perdidos / Corps perdus (1989) de Eduardo de Gregorio (film franco-argentinan)
- Los taxistas del humor o Taxi Uno (1987) de Vicente Viney
- La virgen gaucha (1987) de Abel Raúl Beltrami
- Los días de junio (1985) de Alberto Fischerman
- Fiebre (1972) de Armando Bó
- La Familia Falcón (1963) de Román Viñoly Barreto
- Ne asumăm răspunderea (1962)
- Una jaula no tiene secretos (1962)[2][3]
- Los que verán a Dios (1961) de Rodolfo Blasco
- Quinto Año Nacional (1961) de Rodolfo Blasco
- ...Y el demonio creó a los hombres (1960) de Armando Bó[4]
- El asalto (1960) de Kurt Land
- Aquello que amamos (1959)(Leopoldo Torres Ríos) – Jorge
- Șeful (1958) (Fernando Ayala) – Müller
- Los tallos amargos (1956) de Fernando Ayala – Jarvis Liudas
- María Magdalena (1954) de Carlos Hugo Christensen – figurant